# Kベリンゲン＝ヒュースデン＝ゾルダー
コーニンクレッカ・ベリンゲン＝ヒュースデン＝ゾルダー (オランダ語: Koninklijke Beringen-Heusden-Zolder) は、ベルギー・リンブルフ州ヒュースデン＝ゾルダーとベリンゲンを本拠地としていたサッカークラブ。2006年解散。
日本では2003-04シーズンに鈴木隆行が在籍していたチームとして知られる。

## 歴史
1936年にSKヒュースデン (S.K. Heusden) として誕生。1986年にはKSKヒュースデン (K.S.K. Heusden) と改名。1997年には3部リーグに昇格した。1999年、K.F.C. Helzoldというクラブと合併し、Kヒュースデン＝ゾルダーSK (K. Heusden-Zolder S.K.) となった。
2001-02シーズンに初めての2部リーグ昇格。2002年、ヘンクのスタジアムへと移転した。
2002-03シーズンには2部で3位に入ると、プレイオフを勝ち上がってクラブ史上初のベルギー・プロ・リーグ (1部) 昇格を果たした。これによって10年で5回の昇格、しかも1度の降格も挟まないというベルギーリーグ史上最速の昇格劇となった。
2003-04シーズン終了後に、わずか1年で2部に降格すると、Kベリンゲン＝ヒュースデン＝ゾルダーに改名し、ベリンゲンに本拠地を移転する。ところが2006年3月2日に、財政面での問題で、2部のライセンス条件を満たせなくなった為、翌シーズンの3部降格が決定すると、クラブはそのまま解散した。
2006年4月25日、4部リーグでプレーしていたベルケンボスVV (Berkenbos V.V.) というクラブが、ロイヤル・ヒュースデン＝ゾルダー (Royal Heusden-Zolder) という名前に変更して、後継クラブとして活動している。